# Густав Гартман
Густав Га́ртман (нім. Gustav Hartmann; нар.10 червня 1842, Хемніц — пом.20 жовтня 1910, Шефтларн) — промисловець, фінансист, засновник «Російського товариства машинобудівних заводів Гартмана» в Луганську, раніше відомого як «Завод Гартмана», а нині — як Луганський тепловозобудівний завод.

## Біографія
Гартман народився 10 червня 1841 р. в Німеччині, в сім'ї фабриканта Рихарда Гартмана, який був засновником заводу в Хемніці, що отримав світове визнання. Отримавши загальну освіту, Густав вступив до Хемніцького комерційного училища. Виробничий шлях пройшов через ливарно-вугільне підприємство в Гамбурзі, паровозобудівний завод в Манчестері (Англія).
Кілька років потому, Густав Гартман стає співвласником фірми свого батька, а потім її директором.
У 1881 р. він переїздить з Хемніца до Дрездена, реконструює заводи в Лаухгаммері (на сьогодні[коли?] це — акціонерне товариство «Лаухгаммер») і стає головою наглядової ради. У результаті вмілого, кваліфікованого керівництва Гартмана підприємство було реконструйоване, розширене і стало провідним підприємством металургійної індустрії Німеччини.
У 1887 р. Г. Гартман стає директором Дрезденського банку.

## Початки паровозобудування
У наступні роки Гартман зробив підготовчі кроки до організації переговорів, що призвели до створення Російського товариства машинобудівних заводів Гартмана в Росії.
12 серпня 1895 р. Гартман і головний директор Санкт-Петербурзького міжнародного комерційного банку, статський радник Іван Леонтійович Гольштанд подали прохання Міністру фінансів С. Ю. Вітте з проханням клопотати про затвердження розробленого ними проекту Статуту акціонерного товариства, в якому вони докладно викладали цілі, завдання та функції акціонерів, а також вказали місце будівництва майбутнього паровозобудівного заводу.
Завод передбачалося будувати в Польщі, в Сосновіцькому районі Петроковської губернії. Незабаром з'ясувалося, що це місце менш вигідно, ніж у Луганську, і засновники 22 серпня направили друге подання з проханням змінити місце будівництва заводу.
15 вересня Г. Гартман і І. Л. Гольштанд повідомляють рішення про будівництво заводу в Луганську Катеринославської губернії (зараз ВАТ «Луганськтепловоз»): «С.-Петербург, 15 сентября 1895 года.
В Департамент Торговли и Мануфактур
Учредителя РОМЗГ Ивана Леонтьевича Гольштанда
ЗАЯВЛЕНИЕ
В ответ на отношение Департамента Торговли и Мануфактур от 12 с/м-ца № 18563 имею честь довести сведения, что завод упомянутого выше Общества построен будет в Луганске Екатеринославской губернии.
Гольштанд».

## Початок будівництва в Луганську
Того ж року Гартман придбав земельну ділянку в Луганську для будівництва паровозобудівного заводу.
11 квітня 1896 р. міністр фінансів С. Ю. Вітте у поданні до Комітету Міністрів з питань заснування акціонерного товариства писав: «Не встречая препятствий к дозволению немецкому подданому Густаву Гартману и статскому советнику Ивану Леонтьевичу Гольштанду учредить на основании прилагаемого при сем пректа Устава (рассмотренного и исправленного в Министерстве по соглашению с учредителями) акционерное общество под наименованием „Русское общество машиностроительных заводов Гартмана“, министр финансов имеет честь представить с сим на благоустроение Комитета Министров».
18 травня віце-директор Департаменту Торгівлі та Мануфактури В. Махієвич повідомив засновників про дозвіл Государем Імператором заснування акціонерного товариства під назвою «РТМЗГ».
У повідомленні було зазначено: «Государь Император, по положению Комитета Министров, Высочайше повелеть соизволил разрешить Вам учредить акционерное общество под названием „Русское общество машиностроительных заводов Гартмана“ на основании Устава, удостоенного Высочайшего рассмотрения и утверждения в Царском Селе в 3 день мая 1896 г.
Департамент Торговли и Мануфактур уведомляет о сем Вас, присовокупляя, что о таковом высочайшем повелении донесено вместе с сим за № 11801 Правительствующему Сенату, с предоставлением подлинного Устава, для надлежащего опубликования…».
Так у 1896 р. було засновано «Русское общество машиностроительных заводов Гартмана». Це явилося початком історії Луганського паровозобудівного заводу, який швидко став одним з найкращих[джерело?] у світі.
Статутний капітал товариства становив 4 млн рублів, поділених на 40 тис. акцій. Основними власниками цінних паперів стали Dresdner Bank і Санкт-Петербурзький комерційний банк.
До Правління Товариства увійшли Г. Гартман — голова, який взяв на себе головне ведення справ та спостереження над усіма технічними питаннями, А. Ротштейн — віце-голова; Н. Данилевський, А. Бородін, П. Хітрово, А. Шершевський — члени правління. Співзасновник І. Л. Гольштанд прийняв на себе зобов'язання з управління фінансовою частиною.
Постійним місцем свого перебування правління обрало Санкт-Петербург.
Правління зв'язувалося із впливовими особами в уряді і в різноманітних міністерствах, проводило активну політику для того, щоб запобігти кризі на заводі і подолати конкуренцію. Деякі члени правління приїздили до Луганська і достатньо довго знаходились в ньому.
Будівництво заводу обійшлося в 1,5 млн рублів і було закінчено тільки в 1900 р. Усе обладнання для заводу було перевезено з Хемніца. Після повного завершення будівництва завод мав випускати 20 паровозів на місяць.
На підприємстві були власна електрична станція, чавунні та сталеливарні цехи. Завод випускав спочатку паровоз серії «ОД», потім передовіший паровоз серії «С». Окрім паровозів, завод виготовляв труби і сортове залізо.
З усіх відділів підприємства основними були мартенівська і паровозобудівна майстерні. Паровозобудівна майстерня з паровозною кузнею і мідноливарною майстернею розпочала свою діяльність у липні 1900 р. Вона містилася у величезному кам'яному будинку і могла бути визнана видатною за величиною і зручністю розташування окремих частин. При плануванні зверталася увага на те, щоб робочими не витрачався марно час на зайві переходи з одного місця в інше, а матеріали та вироби не пересувалися до одного й того ж місця по кілька разів.
Прекрасне[джерело?] обладнання майстерні наочно доводить те, що з перших же днів свого відкриття майстерня почала випускати паровози бездоганної[джерело?] конструкції.
Топ-менеджмент підприємства становили переважно іноземні фахівці. Першим директором Луганського паровозобудівного заводу став англійський інженер Я. І. Андерсен (керував заводом у 1896—1902 рр.), переманений за великі гроші з Виксунських заводів.
За розвитком виробництва пильно спостерігав головний акціонер Густав Гартман. Німецький інвестор був не просто банкіром. Свого часу за наполяганням батька він пройшов практику на найкращому[джерело?] у світі Манчестерському паровозобудівному підприємстві. Тому чудово знав весь технологічний ланцюжок будівництва локомотивів.
У 1898 році, ще до завершення будівництва, акціонери, близькі до урядових кіл, пролобіювали укладення довгострокового договору з Управлінням залізниць Міністерства шляхів сполучення на поставку 360 паровозів. Настільки ласий контракт забезпечував підприємству постійний прибуток.

## Перша продукція
29 травня 1900 р. з воріт Луганського паровозобудівного заводу вийшов перший товарний паровоз типу 0-4-0 серії ОД. Паровоз ОД виготовлявся всіма підприємствами Російської імперії, які мали можливість будувати паровози.
Випуск постійно нарощувався: у липні 1900 року — 1 паровоз, в серпні — 4, у вересні — 7, у жовтні — 9, у листопаді — 12, в грудні — 15.
У 1901 і 1902 рр. Луганський паровозобудівний завод випустив паровози різних модифікацій для Московсько-Брестської, Єкатерининської, Сибірської та інших залізниць Російської імперії; в 1903 р. — для Єкатерининської та Харківсько-Миколаївської залізниць; в 1904 р. — для Петербурзько-Варшавської і Харківсько-Миколаївської. Локомотиви використовували для внутрішніх перевезень на території українських губерній.
Найбільшу кількість паровозів Луганський завод випустив в 1905 році — 245 — це понад 10 % загальноросійського виробництва паровозів.
Я. І. Андерсена на посаді директора заводу у 1902 р. змінив родич Густава Гармана з Німеччини — Г. В. Трек, який пропрацював директором до 1904 р.
У квітні 1904 р. з Путилівського заводу прибув інженер-технолог К. К. Хржановський, поляк, якого було призначено директором і він залишався ним 14 років.
Поряд з випуском паровозів механічний відділ Луганського заводу займався виготовленням машин і механізмів для нафтопроводів, виробляв поковки, паровозні та вагонні осі, ресори, котли різних систем, трубопроводи, резервуари, баки, цистерни, металоконструкції для мостів та іншу продукцію. Котлами забезпечувалися багато електростанцій, в тому числі і заводська. У цехах заводу виготовлялися корпуси турбін для суден, топки, кульові шарніри для нафтопроводів, стаціонарні машини для нафтової промисловості, чавунні снаряди, апаратура для хімічних заводів, підйомники, змішувачі.
У великих кількостях відливалися і оброблялися секції опалювальних батарей різних типів. За спеціальними замовленнями виготовлялися шахтні копри, чавунні чани і бочки для порохових заводів, землесоси, паровозні поворотні кола.
Металургійний відділ заводу виробляв литі мартенівські болванки, фасонне сталеве, чавунне лиття, радіатори, мідні виливки, сортове, листове, покрівельне і оцинковане залізо, димогарні труби, вогнетривку цеглу.
У 1899 р. в Російській імперії почався затяжний економічний спад, що тривав до 1909 р. Паровозобудівному бізнесу, завдяки масовим державним дотаціям, на деякий час вдалося залишитися осторонь від кризи. У той же час на заводі Гартмана почалися звільнення, оскільки деякі види діяльності підприємства ставали збитковими.
Так, якщо в 1906 р. на Луганському заводі числилося 4072 працівники, то в 1909 р. — 3172 людини.
Проте після 1906 р. в паровозобудуванні дійсно настала криза. Члени Правління РТМЗГ стали рідкісними гостями в Луганську.

## Криза
Одним із засобів втриматися на плаву стало створення картелів — виробники об'єднувалися, домовлялися про ціни на сировину та кінцеву продукцію. Один за одним у Російській імперії почали виникати всілякі галузеві картелі.
Власники паровозобудівних підприємств почали переговори про створення картелю зі збуту своєї продукції та формування узгодженої ціни. Вони організували неофіційний картель «Продпаровоз», до якого увійшли представники Коломенського, Харківського, Луганського, Путилівського, Брянського і Сормовського заводів.
Іншим засобом для подолання кризи стала диверсифікація виробництва. У Луганську налагодили виробництво котлів для електростанцій, почали випускати нафтові резервуари і цистерни. І все ж таки підприємство працювало збитково. Ціни на акції «Російського товариства машинобудівних заводів Гартмана» стрімко падали на фондових біржах Лондона, Амстердама, Берліна та Парижа. Міноритарії намагались позбавитися від цінних паперів нестабільного паровозобудівного заводу.
У 1908 р. Густав Гартман зауважував: «Падение русско-германских акций, к сожалению, все больше продолжается, и, кажется, на бирже положение завода в Луганске — не только вследствие отсутствия работы, но также ввиду общего положения вообще — неблагоприятно обсуждается».
Г. Гартман 7 квітня 1908 р., будучи незадоволений результатами виробничо-комерційної діяльності заводу, оголосив про свій вихід з правління.
У жовтні 1908 р. Г. Гартман остаточно пориває з Правлінням та робить наступну заяву: «… Я повторяю, что мой уход из состава Правления вызывается исключительно тою причиною, что благодаря Вашему балансу у меня появились самые серьезные опасения за будущее всего производства».
З 1908 р. він стає таємним фінансовим радником королівства Саксонія.

## Відзнаки
У 1909 р. Дрезденське вище технічне училище надало йому звання почесного доктора-інженера.
Крім безлічі інших нагород, Гартман удостоєний Прусського королівського ордена II ступеню.

## Фінал
Під час лікування на курорті поблизу Мюнхена в 1910 р. Густав Гартман помер 20 жовтня. Близько семи тисяч чоловік в рідному Хемніці проводжали свого відомого земляка в останню путь…